# Lynwood (California)
Lynwood es una ciudad del condado de Los Ángeles, California, en los Estados Unidos.
Tiene una población de 69,845 habitantes (2000) que se distribuyen por sus 12.6 km² de superficie.

## Personajes ilustres de la ciudad
- Kevin Costner, en 1955
- Rick Adelman, en 1946
- Venus Williams, en 1980
- Weird Al Yankovic, en 1959